# Assaltatore

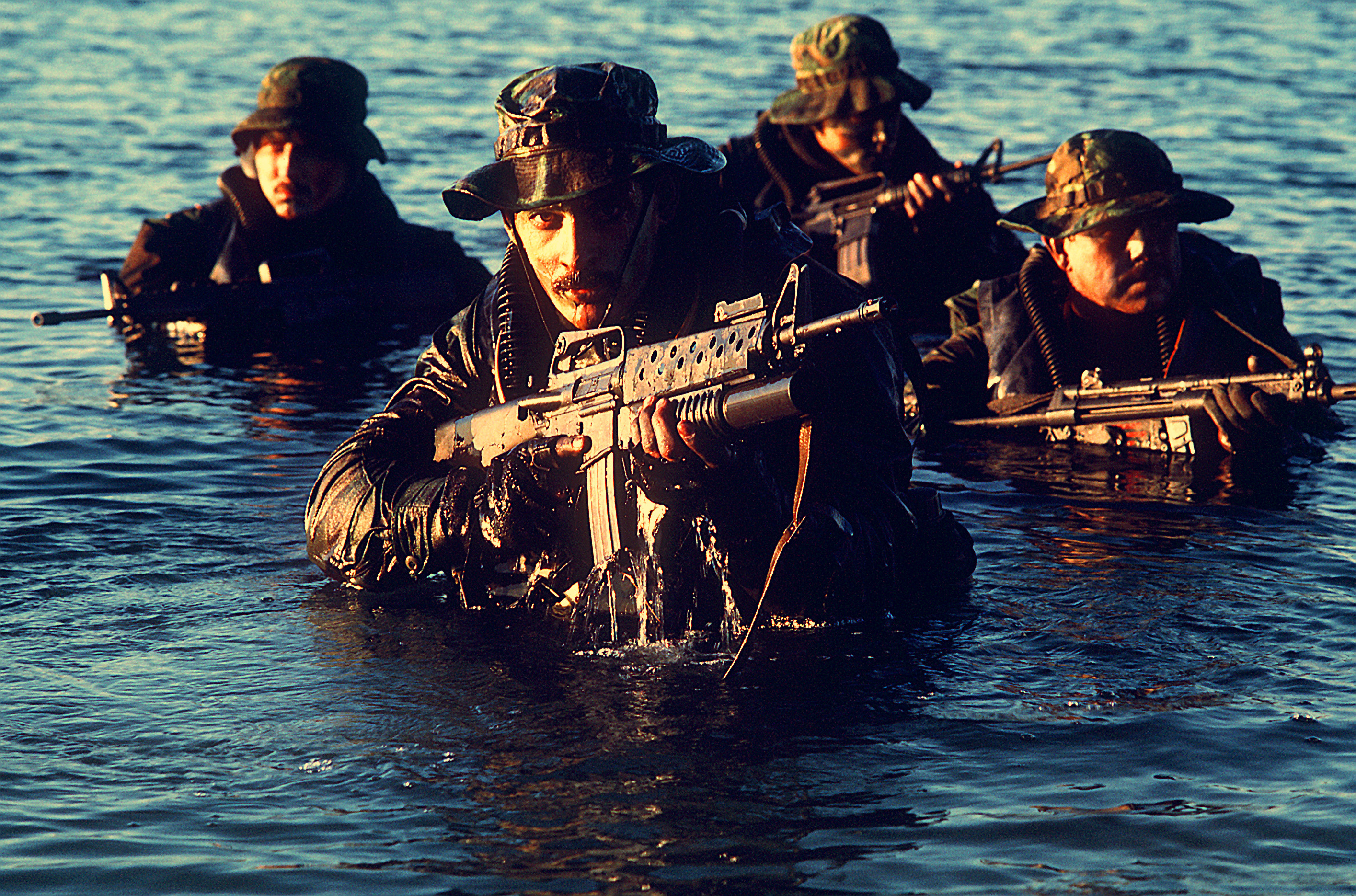
Quattro assaltatori dei Navy SEALs impegnati in un addestramento anfibio

L'assaltatore è un militare di fanteria con l'incarico di compiere azioni offensive nell'ambito operativo del proprio reparto.
Nell'Esercito Italiano ogni plotone fucilieri conta un certo numero di assaltatori, incarico designato dal codice 30/A, affiancati da addetti ad armi di reparto.
Gli assaltatori si trovano in ogni reparto di Fanteria e Corpi derivanti nonché nel Reggimento San Marco della Marina Militare.